# Успенська вулиця (Канів)
Успенська вулиця — одна з вулиць в місті Канів Черкаської області України.
Вулиця починається від Соборної площі, спускається до Дніпра і проходить йому паралельно до прилучення до вулиці Енергетиків.
Рух вулицею двосторонній, вулиця неширока, по одній смузі руху в кожен бік. Вулицею здійснюється рух міських автобусів.
По вулиці розташована Бібліотека-музей Гайдара, а також будинок культури.

Меморіальний парк
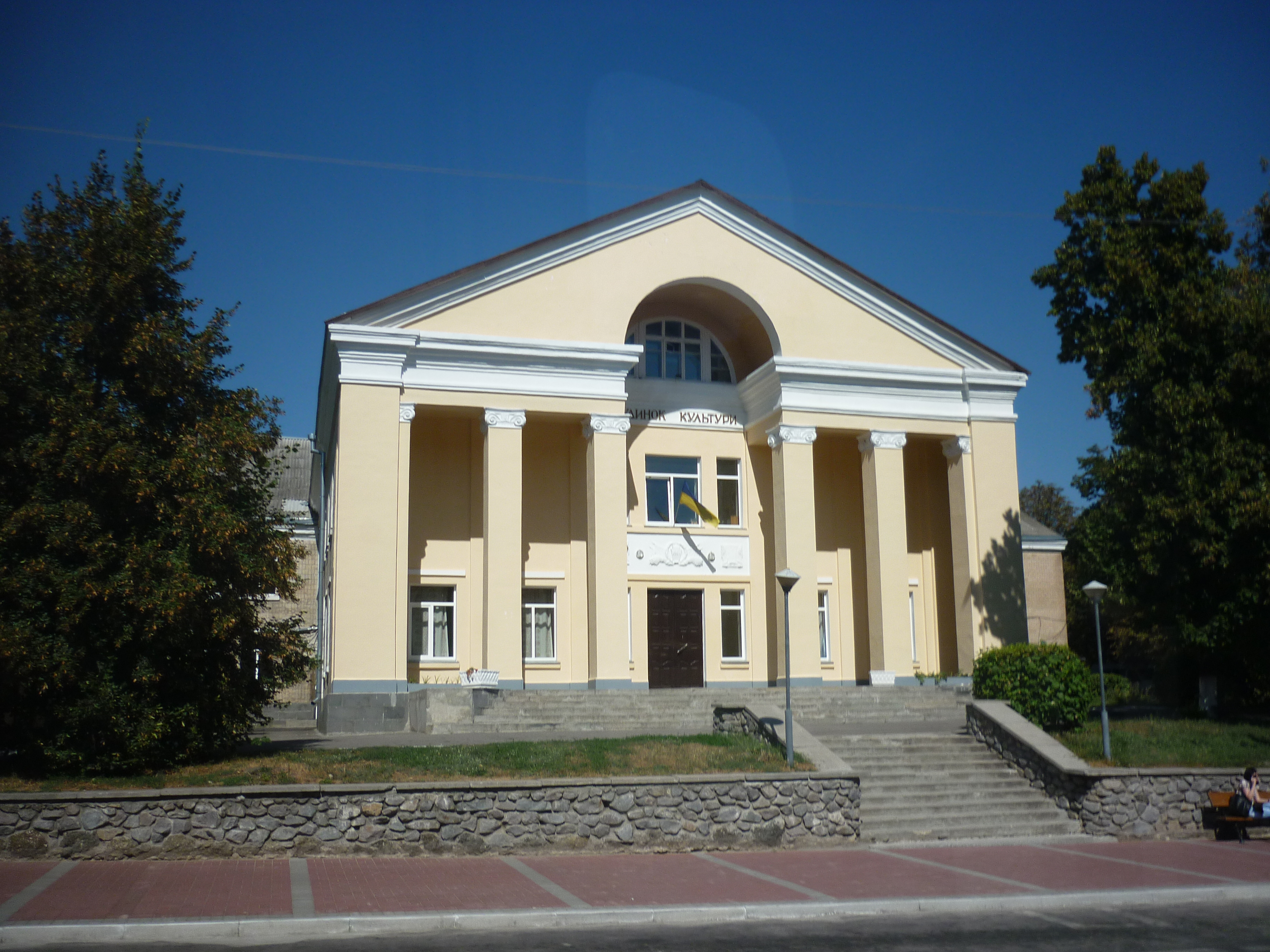
Міський Будинок культури